# César François Clérambault
Pour les articles homonymes, voir Clérambault.

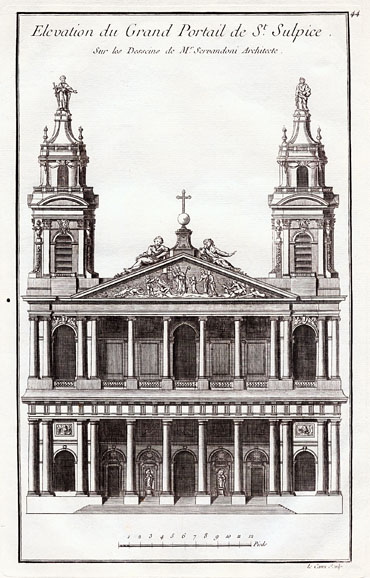
Façade de l'Église Saint-Sulpice de Paris.

César François Nicolas Clérambault (né vers 1705 et mort le 30 octobre 1760) est un organiste français, organiste de l'Église Saint-Sulpice de Paris à la suite de son père Louis-Nicolas Clérambault. Il est le frère d'Évrard Dominique Clérambault, qui lui succèdera à son tour aux orgues de Saint-Sulpice en 1761.